# Botrytis fabae
Botrytis fabae Sardiña – gatunek grzybów z rodziny twardnicowatych (Sclerotiniaceae).

## Systematyka i nazewnictwo
Pozycja w klasyfikacji według Index Fungorum: Botrytis, Sclerotiniaceae, Helotiales, Leotiomycetidae, Leotiomycetes, Pezizomycotina, Ascomycota, Fungi.

## Charakterystyka
Grzyb mikroskopijny, znany wyłącznie w postaci bezpłciowej anamorfy. Pasożyt i saprotrof występujący w tkankach porażonych roślin i na ich obumarłych resztkach. Wytwarza w nich grzybnię z pyknidiami, w których powstają zarodniki konidialne. Mają one rozmiar 16–25(–29) × (11–)13–16 (–20) μm. Tworzy także przetrwalnikowe sklerocja o średnicy 1–1,7 mm średnicy, rzadko do 3 mm.
Gatunek rozprzestrzeniony na całym świecie. Występuje na licznych gatunkach roślin z rodziny bobowatych. Wśród uprawianych roślin wywołuje choroby o nazwie czekoladowa plamistość bobu i czekoladowa plamistość bobiku. Wśród roślin uprawnych najczęściej poraża bobik i bób, ale występuje także na grochu, fasoli, soczewicy.